# Universitat París-Dauphine
La Universitat París-Dauphine, oficialment Universitat de Tecnologia en Ciències de les Organitzacions i de la Decisió de Paris-Dauphine (antigament: Universitat París-IX), anomenada col·loquialment Dauphine, hereta el nom la porta Dauphine, en el XVI Districte de París on se situa l'edifici que alberga la Universitat.
La Universitat París-Dauphine és una universitat pública francesa amb estatut de centre de recerca superior (grandétablissement) orientada a les humanitats, sobretot l'economia i la sociologia, encara que també compta amb una branca dels seus estudis especialitzada en les matemàtiques i la informàtica adaptades al món de l'economia i de la gestió empresarial.

## Història
Creada en 1968 en els antics locals de l'OTAN, que comparteix amb l'Institut Nacional de Llengües i Civilitzacions Orientals (INALCO) i amb l'Escola Superior d'Intèrprets i Traductors, la Universitat Paris-Dauphine va ser primer el "centre universitari Dauphine" amb estatut de facultat. Aquest centre, reconegut com a universitat des de 1970, ha gaudit des de la seva creació d'una gran autonomia en matèria d'innovació pedagògica.
Convertida en universitat en 1970, Paris-Dauphine ràpidament va adquirir una gran notorietat en el camp de les ciències de gestió, obrint els seus tercers cicles universitaris als graduats de les escoles d'enginyeria i a les de comerç. La selecció de candidats per ingressar a la universitat va ser objecte de conflictes jurídics des de la seva creació, ja que una llei de 1984 prohibeix la selecció a l'entrada del primer cicle universitari. Cada any la universitat rep 6000 sol·licituds per només 650 places en primer curs(Enjeux Els Echos, abril 2006).
D'acord amb el projecte aprovat pel Consell d'Administració de la universitat, Dauphine va obtenir al febrer de 2004 l'estatut de centre de recerca superior (grandétablissement), estatut que reagrupa un conjunt de centres públics entre els més prestigiosos en els camps de la recerca i de l'ensenyament superior. Al mateix temps que li amplia el marge de maniobra, el seu nou estatut la consolida en les seves missions universitàries essencials: el desenvolupament i la valoració de la recerca, la formació inicial i la formació contínua.
Aquest nou estatut li permet igualment seleccionar als seus estudiants (la qual cosa era il·legal en el marc jurídic precedent: Conseil d'État 27/07/1990, Universitat Paris Dauphine) i oferir uns estudis coherents i professionalitzats.
En els seus petits 60.000 m² la universitat solament pot acollir a 8.000 estudiants, la qual cosa fa d'ella la menor universitat metropolitana de tota França. A l'octubre de 1994, es va dotar de nous locals tancant l'edifici la nova forma del qual recorda una A majúscula. La nova ala va ser inaugurada per Jacques Chirac, alcalde de París en aquesta data.
La Universitat Paris-Dauphine explica entre els seus professors amb Pierre-Louis Lions que va obtenir la medalla Fields de la Unió Matemàtica Internacional en 1994.
A més, la Universitat participa en el programa Goldman Sachs Global Leaders.

## Rectors
El President de la Universitat és triat per 3 consells centrals: Consell de l'Administració, Consell dels Estudis i de la Vida Universitària i el Consell Científic.
- Paul Didier - des de 1970 fins a 1975 (Catedràtic de dret privat)
- Jean-Paul Gilli - des de 1975 fins a 1980 (Catedràtic de dret privat)
- Henri Tezenas du Montcel - des de 1980 fins a 1984 (Catedràtic d'economia)
- Brigitte Berlioz-Houin - des de 1984 fins a 1989 (Catedràtic de dret privat)
- Ivar Ekeland - des de 1989 fins a 1994 (Catedràtic de matemàtiques)
- Elie Cohen, professeur - des de 1994 fins a 1999 (Catedràtic de gestió)
- Bernard de Montmorillon - des de 1999 fins al moment actual (Catedràtic de gestió)

## Antics alumnes
Amb 50.000 antics alumnes, l'Associació d'Antics Alumnes de la Universitat Paris-Dauphine Arxivat 2014-11-05 a Wayback Machine. (coneguda per les seves sigles en francès AAED) creada en 1968 és una de les xarxes més actives. Basant-se en el model de les Grans Escoles, federa als seus membres al voltant de trobades i publica cada any un anuari.

## Relacions internacionals
Paris-Dauphine sempre ha volgut tenir una àmplia projecció internacional i per a això ha teixit una xarxa de relacions internacionals que es resumeix en:
- 180 acords amb 40 països
- 6 dobles titulacions amb 2 Universitats:
  - Universitat Autònoma de Madrid, Universitat que se situa entre les primeres d'Espanya (rànquing)
  - Johann Wolfgang Goethe-Universität Frankfurt am Main
- 24,9% dels estudiants inscrits a la universitat van ser estrangers l'any universitari 2004-2005